# STS-27
STS-27 foi uma missão da NASA com o ônibus espacial Atlantis, que levou para órbita uma carga classificada do Departamento de Defesa do Estados Unidos, realizada em dezembro de 1988.

## Tripulação
| Posição                  | Astronautas      |
| ------------------------ | ---------------- |
| Comandante               | Robert Gibson    |
| Piloto                   | Guy Gardner      |
| Especialista de missão 1 | Richard Mullane  |
| Especialista de missão 2 | Jerry Ross       |
| Especialista de missão 3 | William Shepherd |

## Principais fatos
O ônibus espacial Atlantis (OV-104), o mais novo na frota da NASA, realizou seu terceiro vôo em uma missão secreta para o Departamento de Defesa (DoD). 
Foi reportado que a STS-27 lançou o Lacrosse 1, um satélite de reconhecimento por radar. Segundo informações, o satélite falhou após o lançamento do veículo. A Atlantis se reaproximou da carga e o grupo o reparou. Isto implica que alguns membros do grupo realizaram uma caminhada no espaço. O Lacrosse foi então liberado e realizou sua missão com sucesso.
Esta foi a vigésima sétima missão com um ônibus espacial. O lançamento havia sido marcado inicialmente para o dia 1 de Dezembro porém foi adiado em um dia devido a acúmulo de nuvens e a condições de vento forte. a decolagem ocorreu no Plataforma 39-B "Pad B" do complexo de lançamento KSC, em 2 de Dezembro às 9:30 a.m. EST.
A Atlantis pousou em 6 de Dezembro na Pista 17, no Edwards AFB, CA, às 6:35 p.m. EST. O tempo total da missão (até a parada das rodas) foi de 4 dias, 9 horas e 6 minutos.
O Sistema de Proteção Térmica recebeu um dano maior do que o normal durante o voo. Uma revisão investigando o dano encontrado indicou que a causa mais provável era o material de isolação da capa da ponta do foguete de combustível sólido da esquerda que atingiu o veículo por cerca de 85 segundos durante o voo.
Além disso, uma das bombas dos motores principais apresentou rachaduras após o voo.

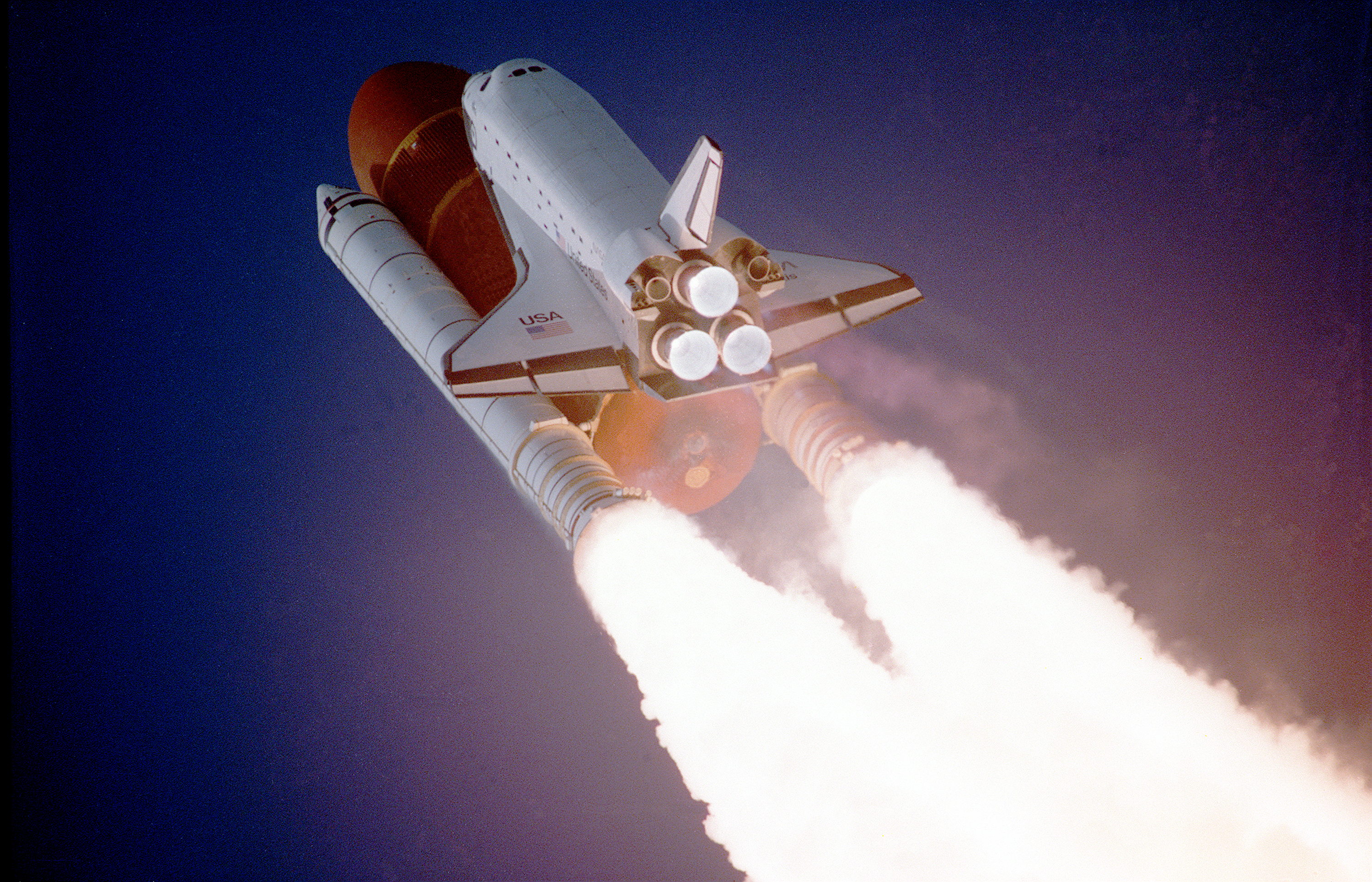
Atlantis ascendendo na STS-27.